# Johan Zacharias Blackstadius
Johan Zacharias Blackstadius (né le 14 mars 1816 à Falkenberg – mort le 25 février 1898 à Stockholm) est un artiste peintre, graphiste et illustrateur suédois qui a été très actif en Finlande.

## Œuvre

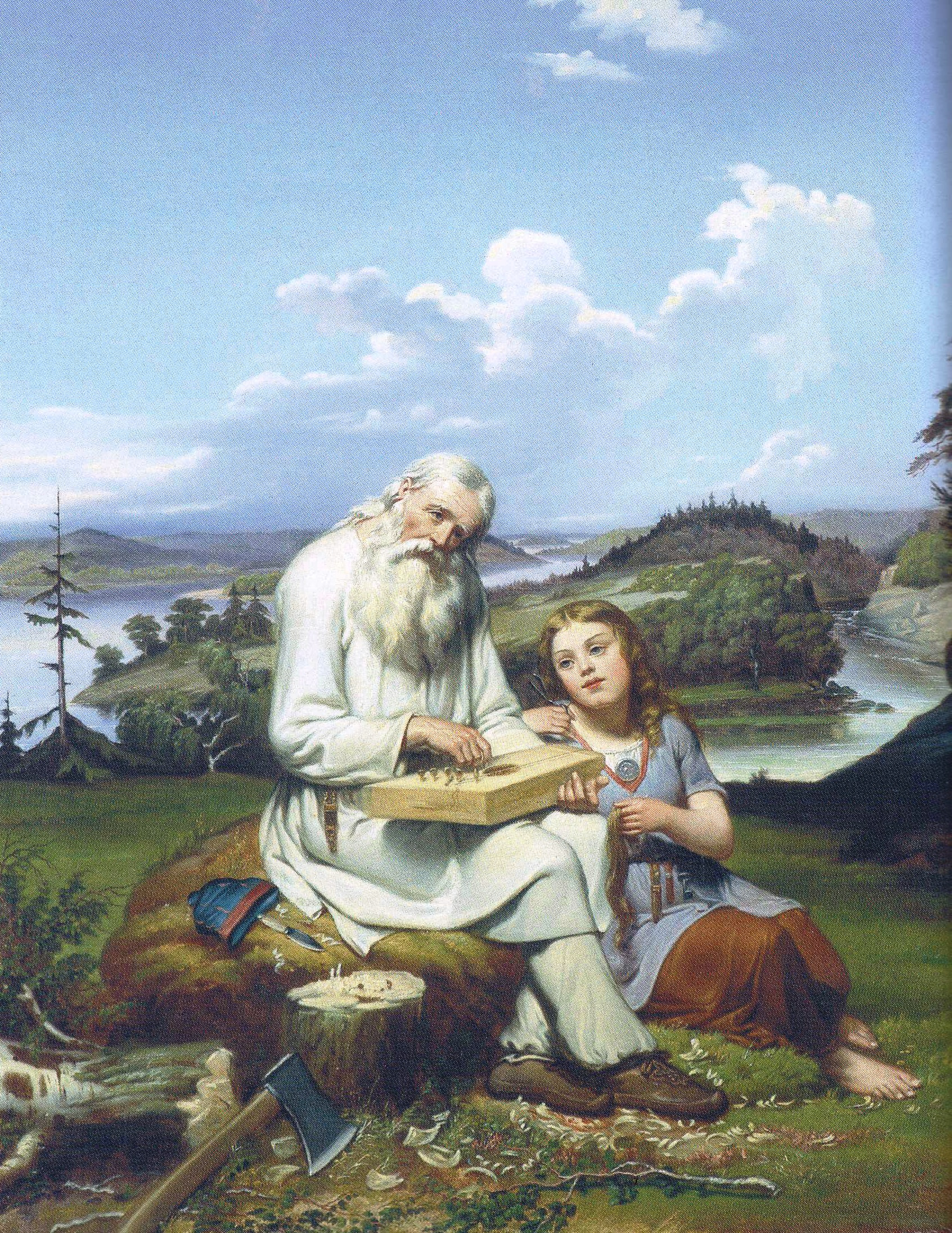
Väinämöinen pince les cordes de son kantele, peint par Johan Zacharias Blackstadius, 1851.

Parmi ses retables:
- Église d'Hämeenkyrö[2],
- Église de Kurikka[3],
- Église de Kuru[4],
- Église de Pöytyä[5].